# ドブレー (ソマリア)
ドブレー（ソマリ語: Dhoobley、Dhobley）は、ソマリア南部の都市。ジュバランド自治国の下部ジュバ地域アフマドゥ地区の管轄にある。下部ジュバ地域の中心地キスマヨからは220キロメートル離れた内陸の都市で、ケニアとの国境にほど近い。
ソマリア内戦勃発後は難民がケニアへ入国するための経由地となっているが、イスラム武装組織の流入を恐れたケニア政府によって2007年1月に国境は封鎖された。2008年3月2日、アメリカ軍はイスラム武装組織を標的とした空爆を実施した（ドブレー空爆）。2011年10月、イスラム武装組織のアル・シャバブの掃討のためケニア軍が侵攻（ケニア軍のソマリア侵攻）。2012年7月、ソマリア軍およびケニア軍、ラスカンボニ軍など現地勢力が共同でアル・シャバブに誘拐された労働者らを救出した。